# 村川智博
村川 智博（むらかわ ともひろ、1976年〈昭和51年〉12月30日 - ）は、日本の実業家。株式会社ベクトル代表取締役。スニーカーコレクター「ジョーダン村川」。アパレル品の買取販売を中心としたリサイクルショップから事業をスタートし、2003年に有限会社ベクトルを設立。その後全国的にFCを展開。人材育成を目的としたサステナブルファッション大学（旧：ベクトル大学）の設立など、CSR活動にも積極的に取り組んでいる。

## 人物
1976年、岡山県岡山市生まれ。中学・高校時代から趣味でスニーカーや時計などの収集を始め、全国のコレクターとの売買の中でさまざまノウハウを蓄積。それをもとに、1997年には個人で古着屋を開業する。さらに、ネットオークションのスタート時から参入して一気に規模を拡大し、2003年にはアパレル品の買取販売を中心とした「有限会社ベクトル」を設立する。その後も岡山県内で店舗を増やすとともに、全国的なフランチャイズ展開。
また、CSR活動にも積極的に取り組み、2012年からはセミナ一事業「サステナブルファッション大学（旧：ベクトル大学）」もスタートさせ、多種多様のセミナーを提供している。グループとしては、岡山から日本を元気にすること、人間力NO.1のグループになることなどを目標に、さまざまな企業と協力しながら常に進化を続けている。
2020年9月にYouTubeチャンネル「村川智博のレアもんチャンネル（現：ジョーダン村川のレアもん投資チャンネル /そうまん）」を立ち上げ、2021年からはスニーカーコレクター「ジョーダン村川」としても活動。

## 経歴
中学生の頃からマイケル・ジョーダンが大好きで、物々交換しながらエア・ジョーダンを収集。一時はメディアに取り上げられるほどのコレクターで、一足何十万、何百万もする希少なスニーカーを2000足ほど所有。

- 1976年 - 12月30日生まれ
- 1997年 - 個人事業主として古着屋を開業
- 2003年 - 有限会社ベクトル設立
- 2010年 - 株式会社ベクトルプラス設立
- 2012年 - ベクトル大学設立
- 2021年 - スニーカーコレクター「ジョーダン村川」として活動を開始
- 2022年 - ベクトル大学からサステナブルファッション大学に名称変更

## 著書
- 『チャンスの神様と出会う方法』（2015年、現代書林）ISBN 978-4-7745-1511-3

## 出演
- テレビ東京『ガイアの夜明け』“眠った服”の活かし方シリーズ「あなたの“愛用品”その行方」(3)
- 『令和の虎』（YouTubeチャンネル）[4]
- 『atmos』（YouTubeチャンネル）[5]【屈指のジョーダンコレクター】ジョーダン村川さんコラボ！ジョーダンが実際に履いていたスニーカーが登場！